# Міністерство надзвичайних ситуацій України

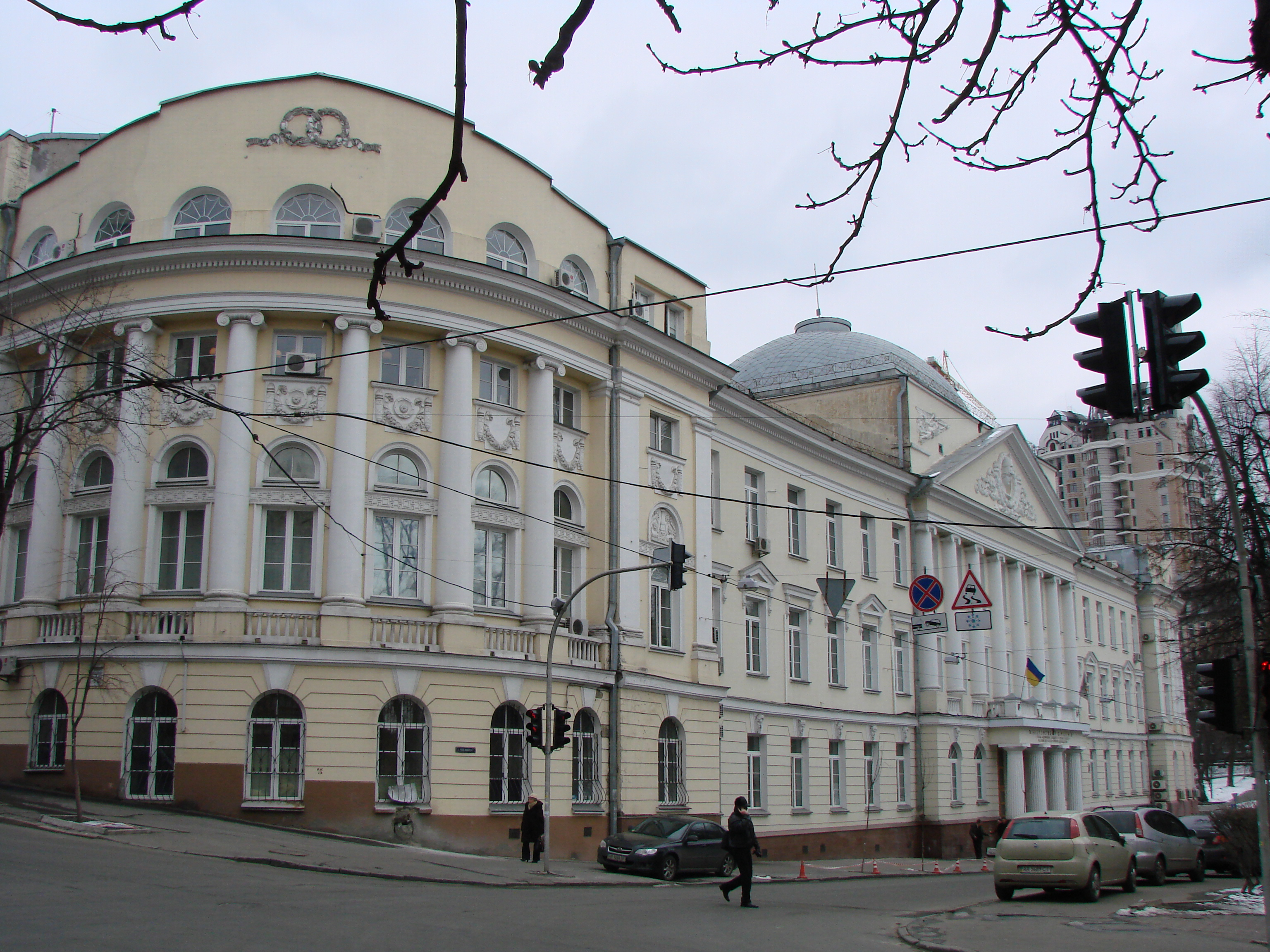
Міністерство з надзвичайних ситуацій України

Міністерство надзвичайних ситуацій України — колишнє міністерство в Україні. Утворено 9 грудня 2010 року шляхом реорганізації Міністерства України з питань надзвичайних ситуацій і в справах захисту населення від наслідків Чорнобильської катастрофи. 24 грудня 2012 року реорганізоване в Державну службу України з надзвичайних ситуацій (Указ Президента України № 726/2012 від 24 грудня 2012 року «Про оптимізацію системи центральних органів виконавчої влади»).
Міністерство надзвичайних ситуацій України було центральним органом виконавчої влади, діяльність якого спрямовувалася і координувалася Кабінетом Міністрів України. МНС України було головним органом у системі центральних органів виконавчої влади з формування та забезпечення реалізації державної політики у сфері цивільного захисту, рятувальної справи та гасіння пожеж, державного нагляду у сфері техногенної, пожежної, промислової безпеки та гірничого нагляду, поводження з радіоактивними відходами, ліквідації наслідків Чорнобильської катастрофи, профілактики травматизму невиробничого характеру, а також гідрометеорологічної діяльності.

## Міністр
Міністерством керував Міністр надзвичайних ситуацій України. Через нього Кабінет Міністрів України спрямовував і координував діяльність таких центральних органів виконавчої влади:
1. Державна служба гірничого нагляду та промислової безпеки України
2. Державне агентство України з управління зоною відчуження
3. Державна інспекція техногенної безпеки України

## Структура
- Керівники структурних підрозділів (прізвища, телефони) [Архівовано 4 березня 2016 у Wayback Machine.]
- Територіальні управління (управління) МНС України у регіонах (прізвища, телефони) [Архівовано 4 березня 2016 у Wayback Machine.]

Департаменти, управління та служби:
- Служба Міністра
- Департамент організаційно-контрольної роботи
- Режимно-таємний сектор
- Сектор спеціального зв'язку
- Сектор мобілізаційної роботи
- Управління контрольно-ревізійної роботи
- Сектор безпеки та запобігання проявам корупції
- Відділ зв'язків із засобами масової інформації та роботи з громадськістю
- Департамент кадрів та роботи з особовим складом
- Департамент цивільного захисту
- Департамент управління рятувальними силами
- Медичне управління
- Управління зв'язку та оповіщення
- Департамент ресурсного забезпечення та підготовки до чемпіонату Європи з футболу 2012 року
- Департамент фінансового забезпечення та інвестицій
- Управління бухгалтерського обліку і фінансової звітності
- Управління правового забезпечення
- Відділ міжнародних відносин
- Відділ взаємодії з Верховною Радою України, Кабінетом Міністрів України та з питань координації роботи центральних органів виконавчої влади, діяльність яких спрямовується та координується через Міністра

## Спеціалізовані формування, підпорядковані МНС України
- Державна спеціальна (воєнізована) аварійно-рятувальна служба (ДСВАРС)
- Державна спеціалізована аварійно-рятувальна служба на водних об'єктах (ДСАРСВО)
- Державна спеціалізована аварійно-рятувальна служба пошуку і рятування туристів (ДСАРСПРТ)

## Офіційний сайт Міністерства
- Офіційний сайт Міністерства